# Bardi (Italia)
Bardi (Bardi in dialetto locale) è un comune italiano di 1 948 abitanti della provincia di Parma in Emilia-Romagna.

## Geografia fisica

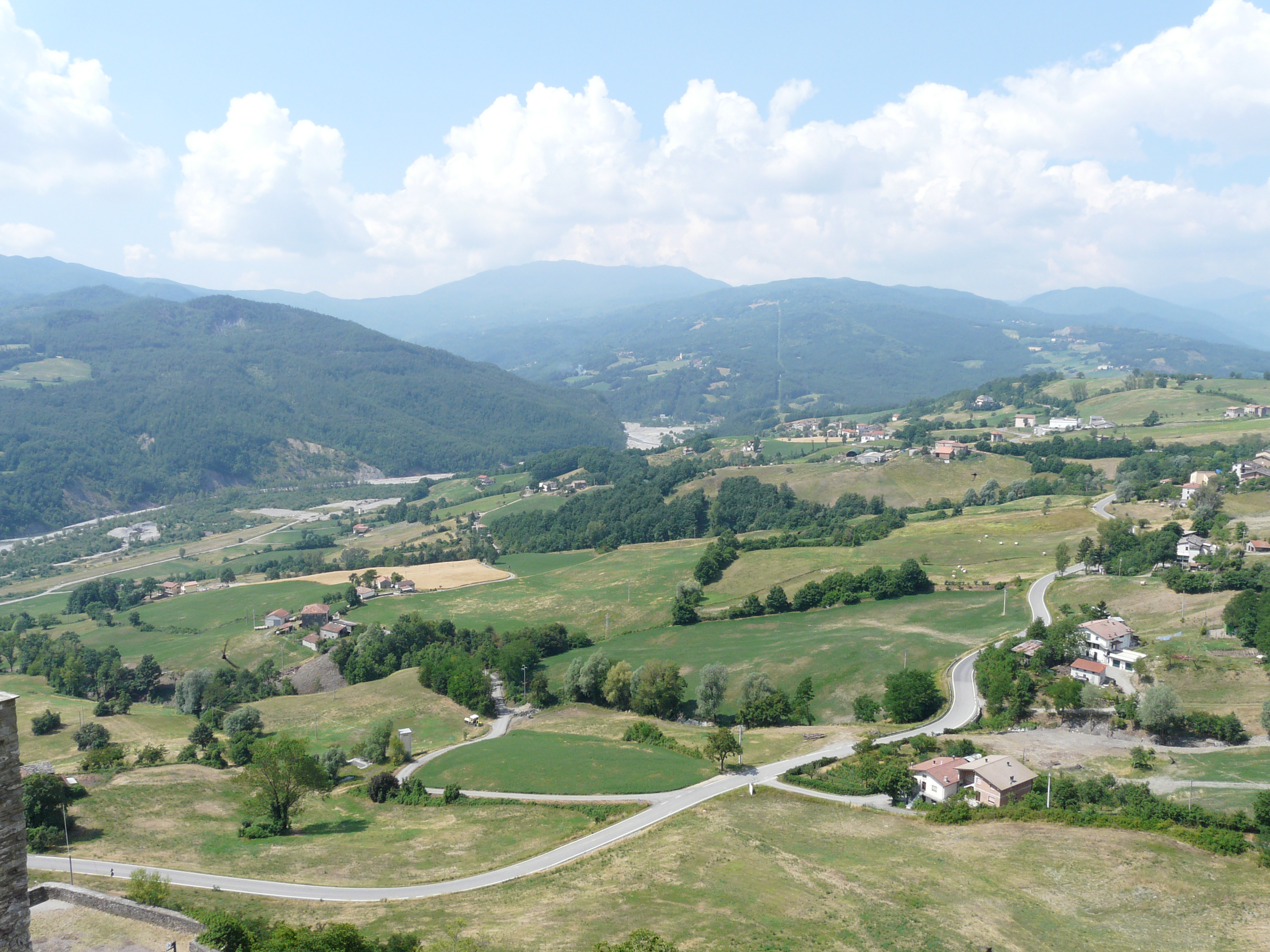
Colline intorno l'abitato di Bardi.

Bardi è situato a 625 metri sul livello del mare nell'alta valle del Ceno, in corrispondenza della confluenza tra il torrente Ceno ed il torrente Noveglia, a circa 60 km dal capoluogo di provincia Parma e a circa 40 km dal casello di Fornovo dell'Autostrada della Cisa A15.

## Storia
"Bardi", secondo la leggenda, deriverebbe da Bardus o Barrio, l'ultimo degli elefanti al seguito dell'esercito di Annibale che sarebbe morto qui durante la marcia verso Roma. In suo ricordo, Annibale avrebbe quindi deciso di fondare una colonia.
Secondo la storia invece il toponimo Bardi deriverebbe dall'appellativo che contraddistingueva la nobiltà longobarda — i cosiddetti arimanni — un gruppo dei quali si stabilì qui attorno al 600 d.C. La prima attestazione di una Silva arimannorum vicinissima a Bardi, un bosco affidato agli uomini liberi legati direttamente al re, è dell'898 e si riferisce probabilmente alla fascia tuttora prevalentemente boschiva nei pressi di Cogno di Gazzo.
Il territorio fu abitato sin dal Paleolitico (ne sono prova i ritrovamenti archeologici sul Monte Lama) e in seguito dai Liguri; in età romana faceva parte del municipium di Veleia, ed era attraversato dall'asse viario che portava a Luni e a Roma.
Il monastero di Bobbio, come risulta dai vari diplomi imperiali e dalla Carta di Wala possedeva la corte di Boccolo (Bocolo o Boculo o Boculum), che si estendeva in tutto il territorio di Bardi e oltre.
Lungo la via sorse anche il monastero di San Michele di Gravago. Citate nella corte anche le celle monastiche di Acquanera (oggi Santa Giustina), Credarola e Granelli, Gazzo e Cogno di Gazzo, Gravago ed il monastero di San Michele, Grezzo (Grecio) e Cogno di Grezzo, Osacca e il valico di S. Donna, Passo Linguadà, Passo del Pellizzone, Pieve di Casanova, Faggio (Fao) e Pione, Tanugola.

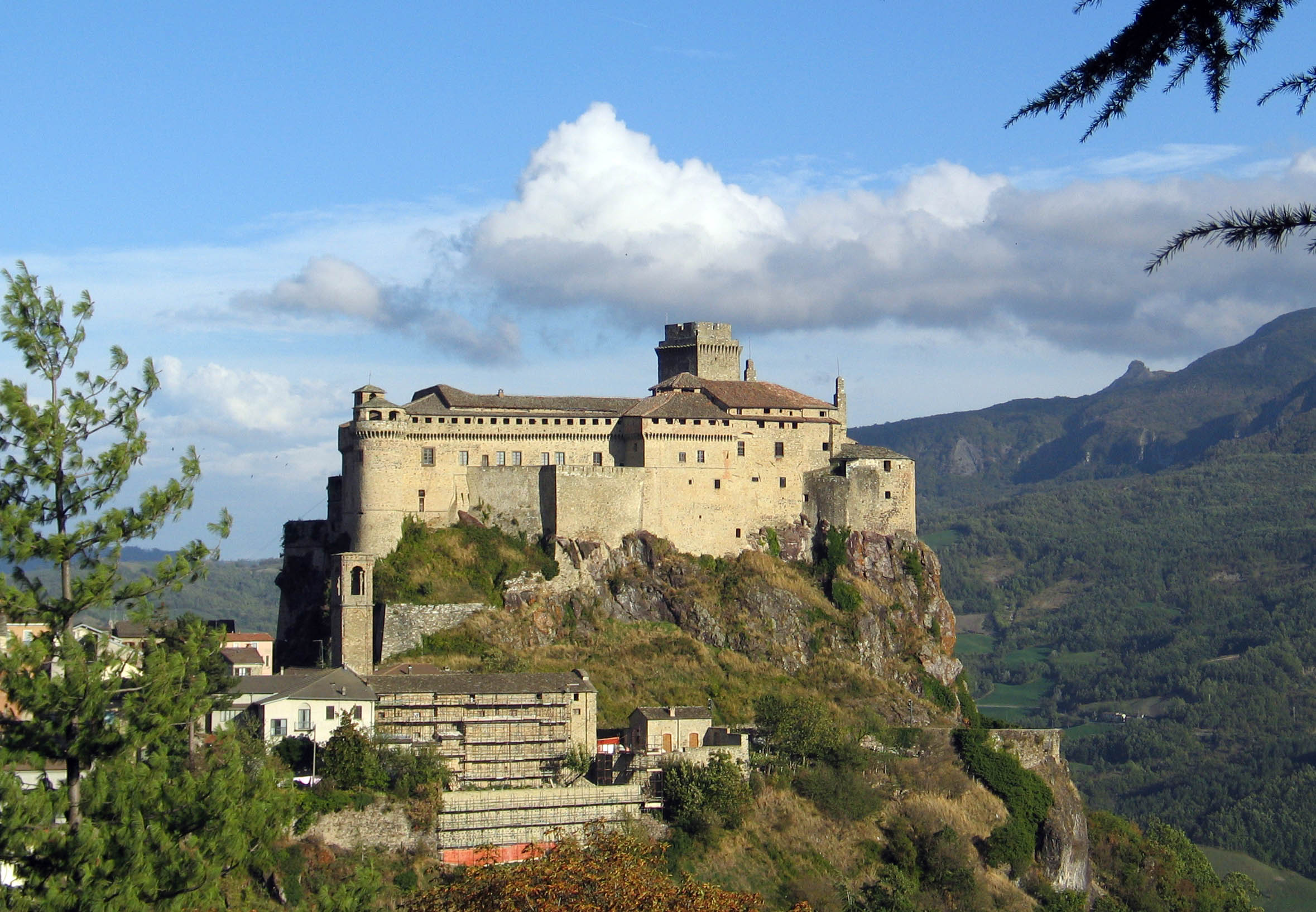
Il castello dei Landi

L'abitato è dominato dall'imponente castello costruito in posizione sopraelevata su uno sperone di diaspro rosso. La prima testimonianza scritta della presenza di un castello è data da una pergamena datata 869. Nell'agosto 898 un bardigiano, Andrea figlio di Dagiverto vende al Vescovo di Piacenza Everardo metà della "Rocha" di Bardi. Nel gennaio del 1000 il vescovo di Piacenza Sigifredo si trasferisce a Bardi, essendo il feudo diventato patrimonio ereditario dei Vescovi di Piacenza. Nella prima metà del XIII secolo il vescovo cedette il castello e le terre circostanti ad un gruppo di nobili locali conosciuti come Conti di Bardi. Nel 1251 in seguito ad una ribellione i Pallavicino, signori di Piacenza, espugnarono e distrussero il castello.
Il 19 marzo 1257 il feudo fu acquisito da Ubertino Landi dei Landi di Piacenza, conti ghibellini, che rimasero tra alterne vicende signori di Bardi per i successivi quattro secoli. Ubertino Landi riedificò e fortificò il castello facendone un baluardo pressoché inespugnabile. Nella lotta tra papato e impero (guelfi e ghibellini) Bardi rimase sempre legata all'impero. Nel 1269 i guelfi assediarono il castello che si arrese dopo mesi per penuria di viveri. Il castello passò alla città di Piacenza fino all'ottobre 1307, quando Ubertino II Landi ottenne dall'imperatore Arrigo VII di Lussemburgo il castello di Bardi, Borgo Val di Taro e Compiano. Il 29 novembre 1321, in località "La giostra" nei pressi dell'oratorio delle Grazie fu combattuta una violenta battaglia tra le milizie Guelfe guidate da Giacomo II Cavalcabò, capo di Cremona, e le truppe ghibelline comandate da Galeazzo I Visconti. I guelfi ebbero la peggio e lo stesso Cavalcabò fu ucciso e venne sepolto nel vicino oratorio. Nel 1381 Gian Galeazzo Visconti riconobbe la signoria dei Landi che ottennero nel 1415 una completa autonomia. Il castello, progettato inizialmente come presidio militare, venne successivamente ampliato e modificato per adattarsi alla funzione di capitale di un piccolo stato libero esteso a buona parte dell'alta Val Ceno e dell'alta Val Taro (corrispondente al territorio dei comuni di Albareto, Bardi, Bedonia, Borgo Val di Taro, Compiano, Tornolo e Varsi). Nel 1429 Filippo Maria Visconti conquistò il castello, successivamente affidato al condottiero di ventura Niccolò Piccinino che lo tenne dal 1438 al 1448. Nel 1448 ritornarono i Landi. Nel 1551 l'imperatore Carlo V eresse il feudo a marchesato e i Landi ottennero il diritto di battere moneta con una loro zecca. Agostino Landi fu nominato marchese di Bardi e principe di Borgotaro. Ad Agostino successe Manfredo, morto improvvisamente in Spagna prima delle nozze con Giovanna di Aragona, a cui si deve l'impianto attuale del castello. Dopo il marchese Claudio nel 1589 il castello passò a Don Federico, che istituì nel 1616 per diploma dell'imperatore Mattia un collegio di notai in Bardi con la facoltà di concedere la Laurea di abilitazione e l'anello. Il collegio venne abolito con le Leggi Napoleoniche nel 1805. A Don Federico e a sua figlia Polissena il castello deve una risistemazione complessiva del cortile, la costruzione del portico dell'oratorio, la grande Sala dell'Armeria, la raccolta dei quadri e la biblioteca. A Polissena successe il figlio Andrea III Doria-Landi, che nel 1682, grazie alla mediazione dell'ambasciatore conte Fabio Perletti presso la corte imperiale, cedette Bardi a Ranuccio II Farnese, duca di Parma. La storia di Bardi seguì da quel momento la storia del Ducato di Parma e dal 1861 quella del Regno d'Italia e della Repubblica Italiana.
Da sempre parte del territorio della Provincia di Piacenza, passò alla provincia di Parma nel 1923. Nel 1926 il comune di Boccolo de' Tassi fu aggregato per la maggior parte al comune di Bardi, Farini d'Olmo, ora Farini (PC), e Ferriere (PC), in parte costituì l'ex comune di Pione aggregato poi sempre a Bardi l'anno successivo.
Dalla fine dell'Ottocento a tutto il Novecento la storia di Bardi è caratterizzata dal fenomeno dell'emigrazione verso la Gran Bretagna (in particolare in Galles), la Francia, la Svizzera, il Belgio e gli Stati Uniti.
Durante la seconda guerra mondiale e dopo l'Armistizio Bardi e le montagne circostanti furono teatro di scontri tra le truppe tedesche e le brigate partigiane della Val Ceno e della Val Taro. Il 17 luglio 1944 all'alba Bardi fu bombardata da 12 bombardieri "Stukas" che provocarono danni ingenti, mentre truppe tedesche in ritirata da Bedonia e Borgo Val di Taro eseguirono numerosi rastrellamenti: l'operazione Wallenstein.

### Simboli
Lo stemma venne riconosciuto da Carlo III di Borbone, duca di Parma e Piacenza con decreto n. 250 del 28 luglio 1851 su richiesta del Consiglio Generale degli Anziani del Comune di Bardi riunitosi in seduta straordinaria il 30 maggio 1851.
L'allegoria della fedeltà è spesso rappresentata da un cane; l'albero allude ai boschi in mezzo ai quali sorge questa località appenninica.
Il gonfalone è un drappo di azzurro.

## Monumenti e luoghi d'interesse

### Architetture religiose

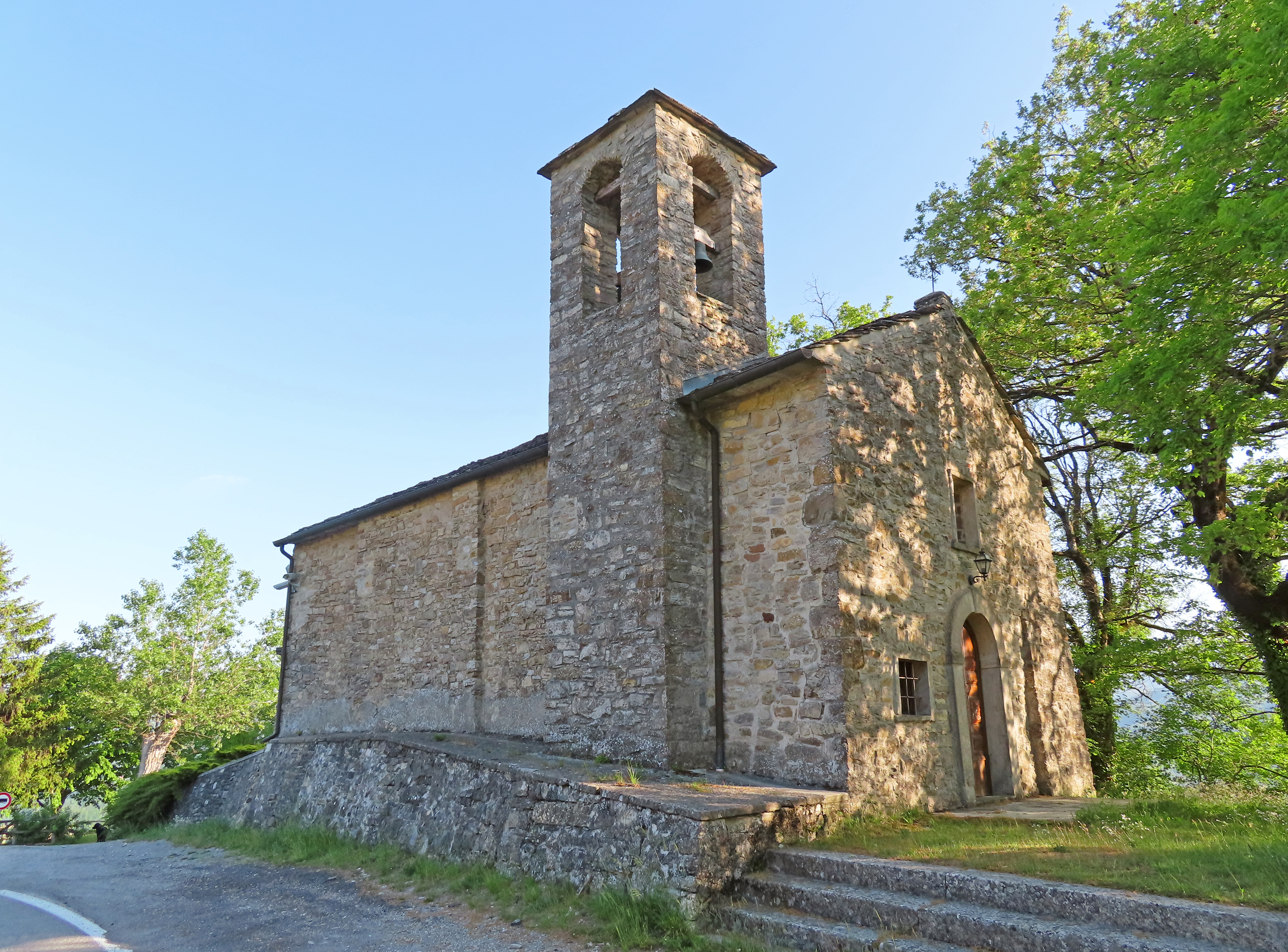
Oratorio di San Siro

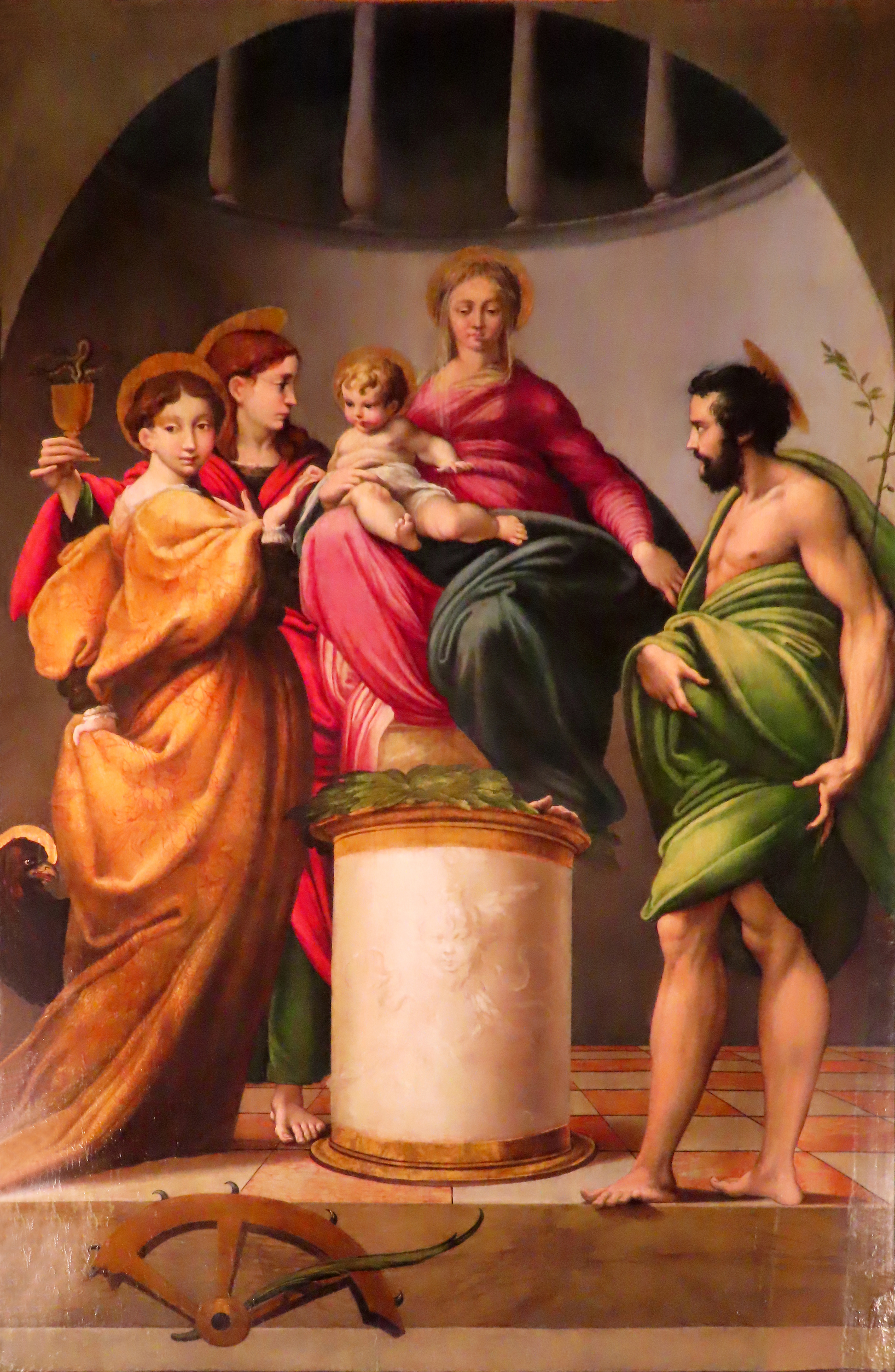
Parmigianino, Sposalizio di santa Caterina e i santi Giovanni Evangelista e Giovanni Battista, 1521-1522, Chiesa di Santa Maria Addolorata

A Bardi si trovano vari luoghi di culto cattolici: la neobizantina chiesa di Santa Maria Addolorata, sede della Pala di Bardi del Parmigianino, la barocca chiesa di San Giovanni Battista, il neoclassico e neobarocco santuario della Madonna delle Grazie, il barocco ex monastero di San Francesco, il romanico oratorio di San Siro e il neoclassico e neogotico oratorio della Beata Vergine di Pompei.
Numerosi sono anche i luoghi di culto delle frazioni, in gran parte di origine medievale: la barocca chiesa di San Michele Arcangelo di Monastero di Gravago, la barocca e neobarocca chiesa dei Santi Vito, Modesto e Crescenzia di Pieve di Gravago, la barocca e neogotica chiesa di Santa Maria Assunta di Casanova, la neoclassica chiesa di Santa Maria Assunta e il neoclassico santuario della Beata Vergine di Loreto di Pione, la barocca chiesa di Sant'Ilario di Faggio di Pione, la neoclassica Chiesa della Beata Vergine Annunciata di Boccolo de' Tassi, la barocca chiesa di San Michele Arcangelo e il neoclassico oratorio di San Rocco di Grezzo, la barocca chiesa di San Bartolomeo Apostolo e il romanico oratorio della Santissima Annunziata di Caberra di Costageminiana, la barocca chiesa di Santa Giustina di Santa Giustina, la neoclassica chiesa di San Lorenzo Martire di Credarola, il neoclassico oratorio di Santa Liberata di Lezzara, la neoclassica chiesa di Sant'Ambrogio di Sidolo, la barocca chiesa di San Girolamo di Comune Stradella, il neoclassico oratorio di San Martino di Rugarlo e il barocco oratorio di San Lorenzo di Chiesabianca.

### Architetture militari

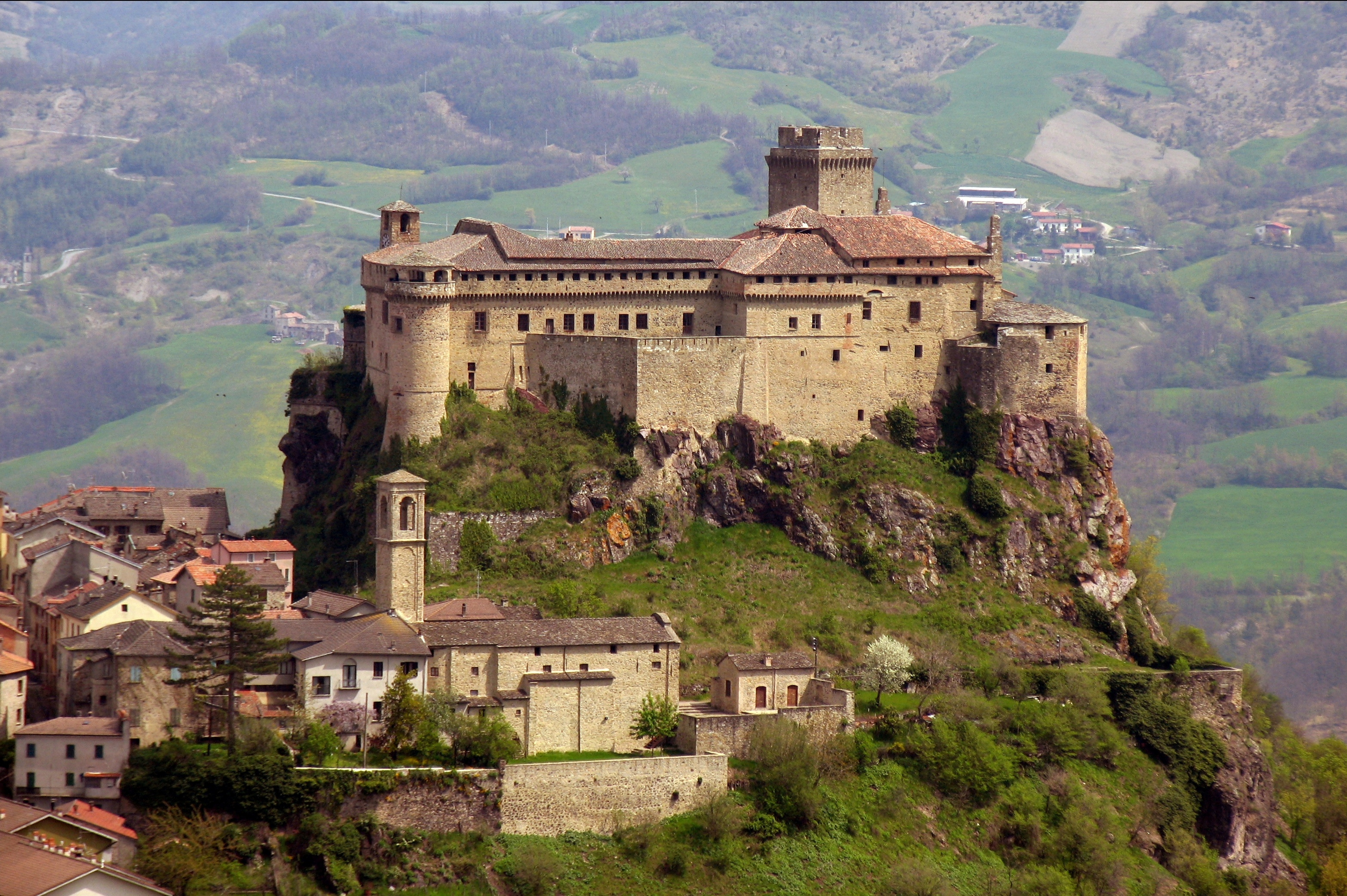
Castello di Bardi

La fortificazione più importante di tutto il territorio comunale, considerata tra le massime architetture militari italiane, è il castello di Bardi, collocato su uno sperone in diaspro rosso ai margini del centro storico del capoluogo.
Nelle frazioni si trovano i resti o le memorie di varie rocche medievali, abbandonate o distrutte nei secoli: il castello di Gravago, il castello di Lacore, il castello di Pione, il castello di Pietracervara, il castello di Pietragemella, il castello di Pietra Nera e il castello di Sidolo.

### Architetture civili

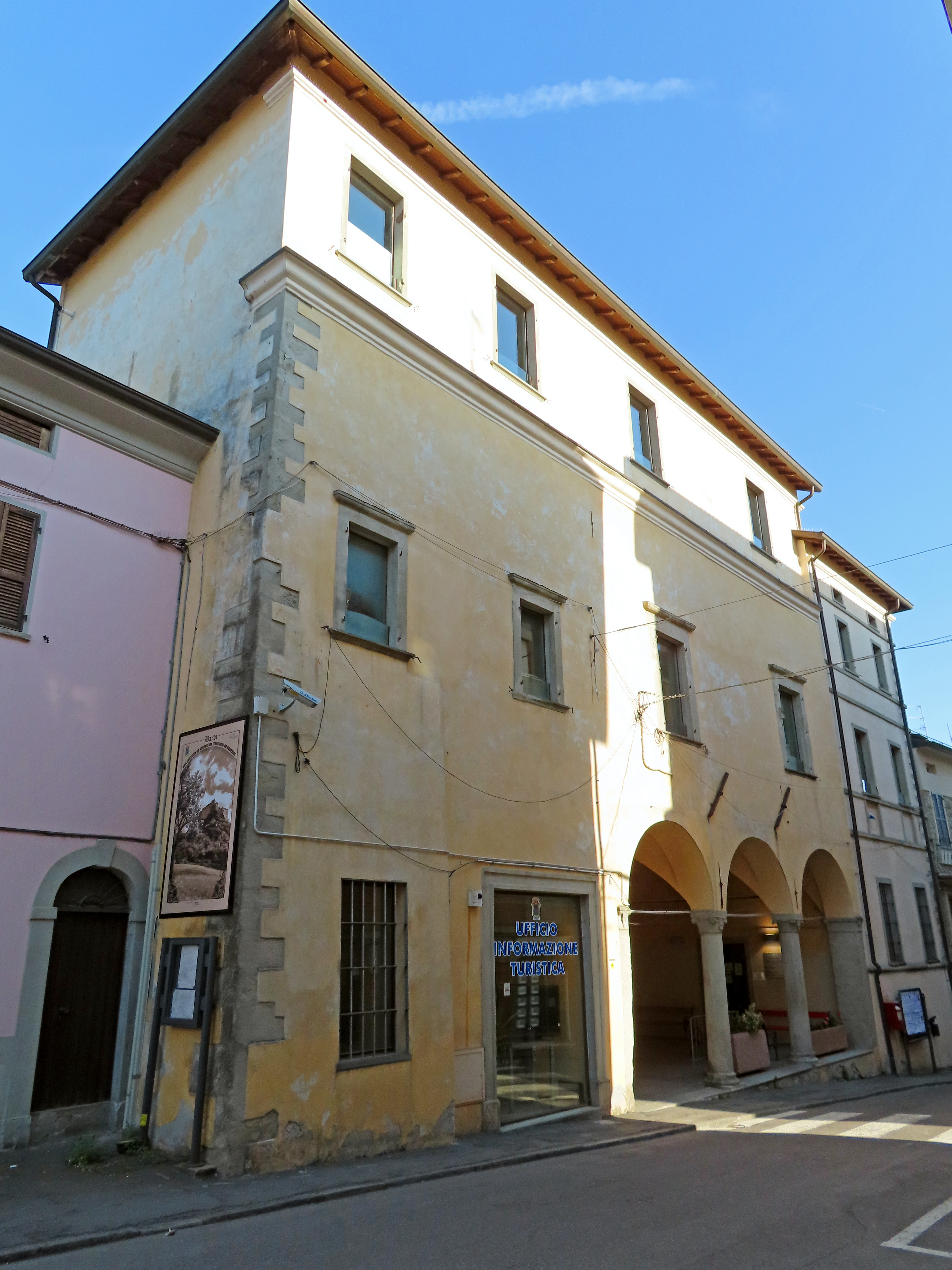
Palazzo Maria Luigia

Nel capoluogo ha sede il rinascimentale e neoclassico palazzo Maria Luigia, sede comunale.

### Parchi
Nel capoluogo è presente il parco "Don Bosco", chiamato comunemente "Il Poggio", restaurato e parzialmente adibito a parcheggio nel 2010.

## Società

### Evoluzione demografica
Abitanti censiti

## Cultura

### Tradizioni e folclore

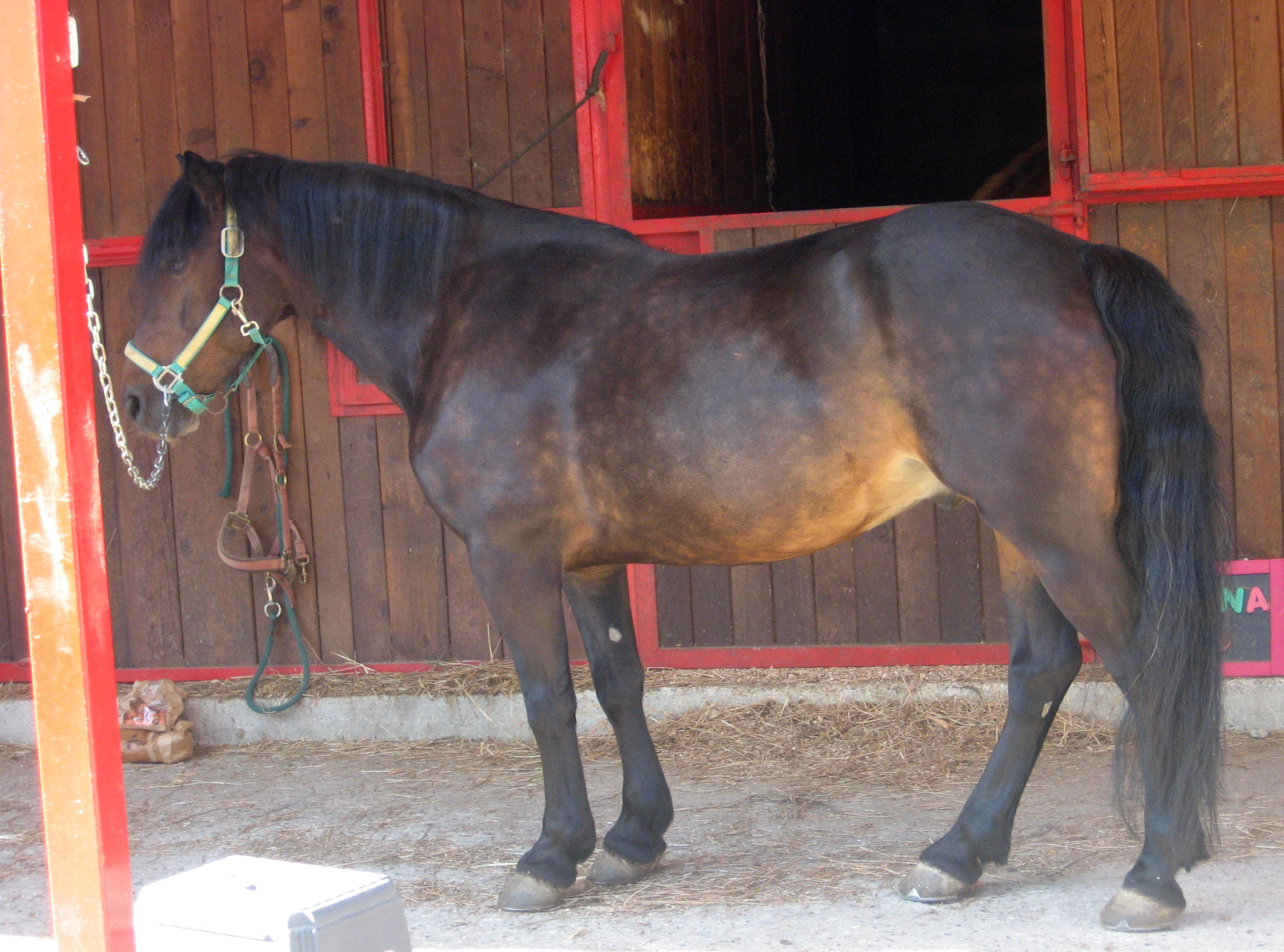
Cavallo Bardigiano

- Ogni anno l'ultimo fine settimana di giugno si tiene la tradizionale sagra di "Boccolo in festa", festa principale del calendario bardigiano.
- Ogni anno l'ultima domenica di giugno nel bosco di Pione si tiene la Festa della Madonna di Loreto, sita all'interno della suggestiva Cappella nel bosco, ritenuta fonte di "Acqua Santa" e di miracoli distribuiti.
- Ogni anno il 3º sabato di luglio a Casanova si tiene la sagra della Madonna del Carmine.
- Ogni anno l'ultimo weekend di luglio alla a Pieve di Gravago si tiene la sagra popolare di Sant'Anna.
- Ogni anno, il primo fine settimana di agosto, la Mostra del cavallo Bardigiano (razza adattata al lavoro collinare e al trekking) richiama una grande folla di visitatori e addetti ai lavori.
- Ogni anno il giorno 13 agosto si tiene la tradizionale Festa dell'Emigrante.
- Ogni anno il giorno 15 agosto si tiene la tradizionale Festa della Modonna Assunta nella frazione di Pione.
- Ogni anno il giorno 16 agosto si tiene la Festa di San Rocco nella frazione di Pione.
- Ogni anno il giorno 24 agosto si tiene la tradizionale Fiera di San Bartolomeo.
- Ogni anno il giorno 29 settembre si tiene la tradizionale Fiera di San Michele.
- Molto noti i funghi porcini (Boletus Edulis) della zona, dal profumo caratteristico.
- Nel 900 le persone ricche vivevano nella parte alta del paese e i poveri nella parte bassa.
- Bardi dal 2000 al 2008 è stata sede del "Bardi Web Award", premio rivolto ai migliori progetti italiani per la comunicazione ed i servizi on line in varie categorie.

## Geografia antropica

### Frazioni
Le frazioni storicamente riconosciute dalla comunità di Bardi sono: Bardi, Boccolo dei Tassi, Casanova, Chiesabianca, Campello, Comune Stradella, Costageminiana, Credarola, Faggio, Gravago, Grezzo, Pione, Rugarlo, Sidolo e Santa Giustina Val di Lecca.

## Infrastrutture e trasporti
La società di Trasporti Pubblici TEP di Parma assicura collegamenti con autobus di linea tra Bardi e Bedonia, Borgotaro, Salsomaggiore, Fornovo (coincidenza per Parma) e Granere, anche con la formula delle corse su prenotazione (Estate 2016)

## Amministrazione
Di seguito è presentata una tabella relativa alle amministrazioni che si sono succedute in questo comune.
| Periodo          | Periodo          | Primo cittadino      | Partito                                    | Carica  | Note   |
| ---------------- | ---------------- | -------------------- | ------------------------------------------ | ------- | ------ |
| 6 giugno 1985    | 26 maggio 1990   | Luigi Pelizza        | Democrazia Cristiana                       | Sindaco | [ 23 ] |
| 26 maggio 1990   | 27 febbraio 1993 | Pietro Tambini       | Democrazia Cristiana                       | Sindaco | [ 23 ] |
| 27 febbraio 1993 | 24 aprile 1995   | Gian Carlo Eridano   | Democrazia Cristiana                       | Sindaco | [ 23 ] |
| 24 aprile 1995   | 14 giugno 1999   | Carlo Pio Marzani    | centro-sinistra                            | Sindaco | [ 23 ] |
| 14 giugno 1999   | 14 giugno 2004   | Bruno Berni          | centro (con appoggio di CCD e FI)          | Sindaco | [ 23 ] |
| 14 giugno 2004   | 8 giugno 2009    | Pietro Tambini       | lista civica di centro                     | Sindaco | [ 23 ] |
| 8 giugno 2009    | 26 maggio 2014   | Giuseppe Conti       | PdL e Lega Nord                            | Sindaco | [ 23 ] |
| 26 maggio 2014   | 27 maggio 2019   | Valentina Pontremoli | lista civica di centro "Un'idea per Bardi" | Sindaco | [ 23 ] |
| 27 maggio 2019   | 17 novembre 2021 | Giancarlo Mandelli   | lista civica "Insieme per Bardi"           | Sindaco | [ 23 ] |
| 26 maggio 2022   |                  | Valentina Pontremoli | lista civica di centro "Un'idea per Bardi" | Sindaco | [ 23 ] |

### Altre informazioni amministrative
Il comune di Bardi fa parte della Comunità Montana Valli del Taro e del Ceno.

## Sport

### Calcio
La principale squadra di calcio della città è l'A.S.D. Bardi che milita nel girone C emiliano-romagnolo di 2ª Categoria.

## Galleria d'immagini

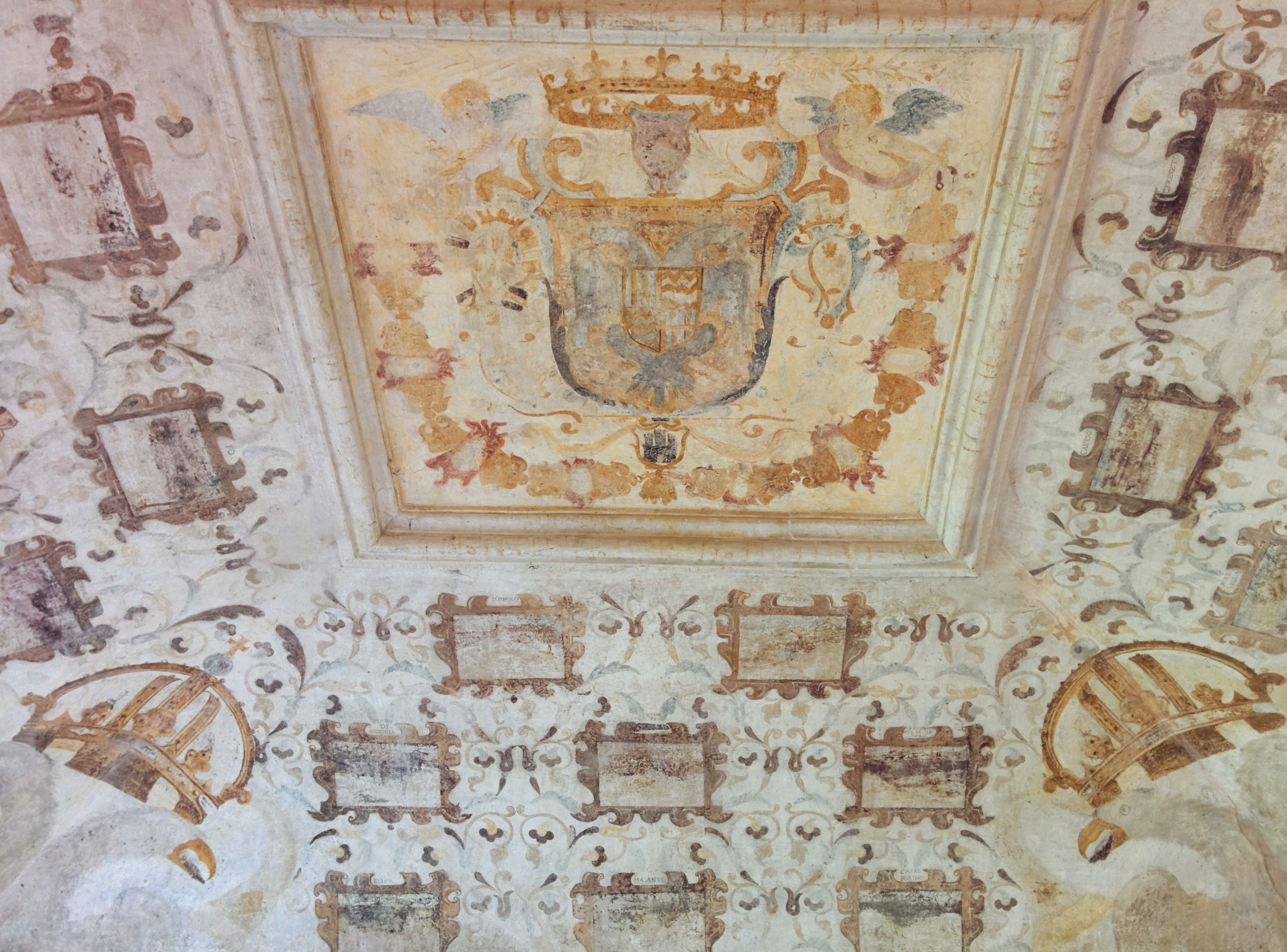
Affresco di una delle sale del Castello di Bardi con stemma della Famiglia Landi
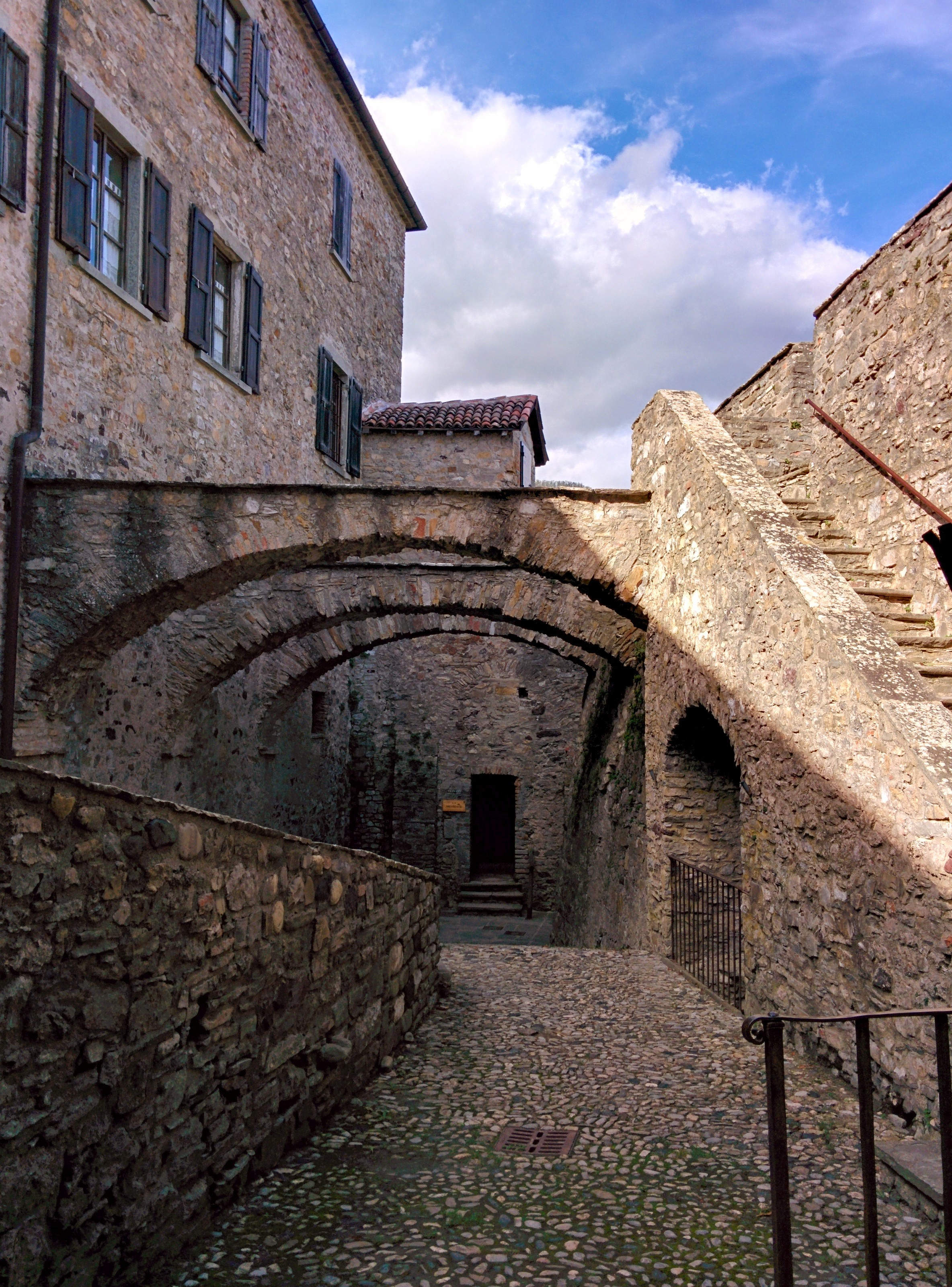
Accesso al Castello di Bardi
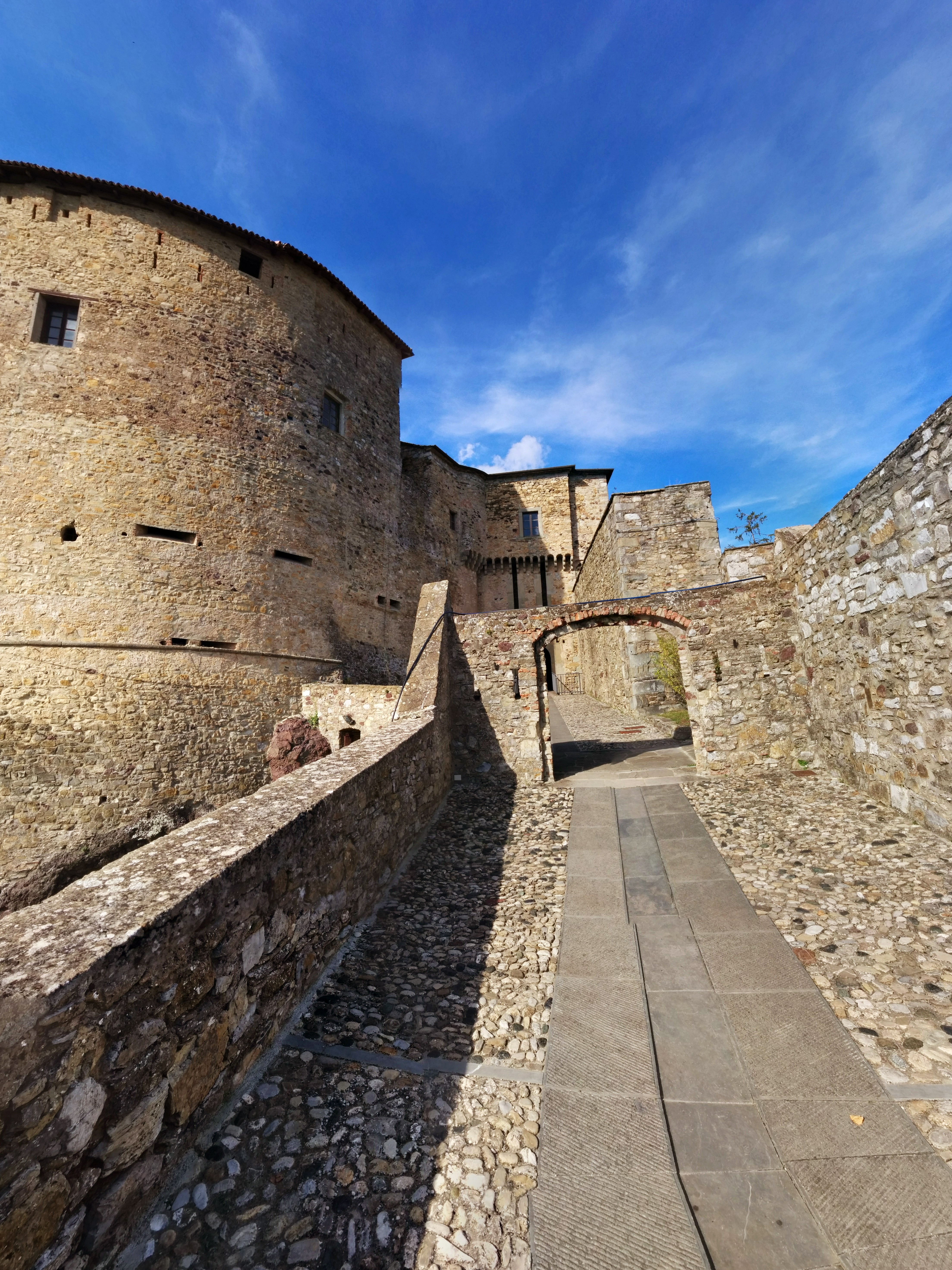
Accesso Interno Castello di Bardi
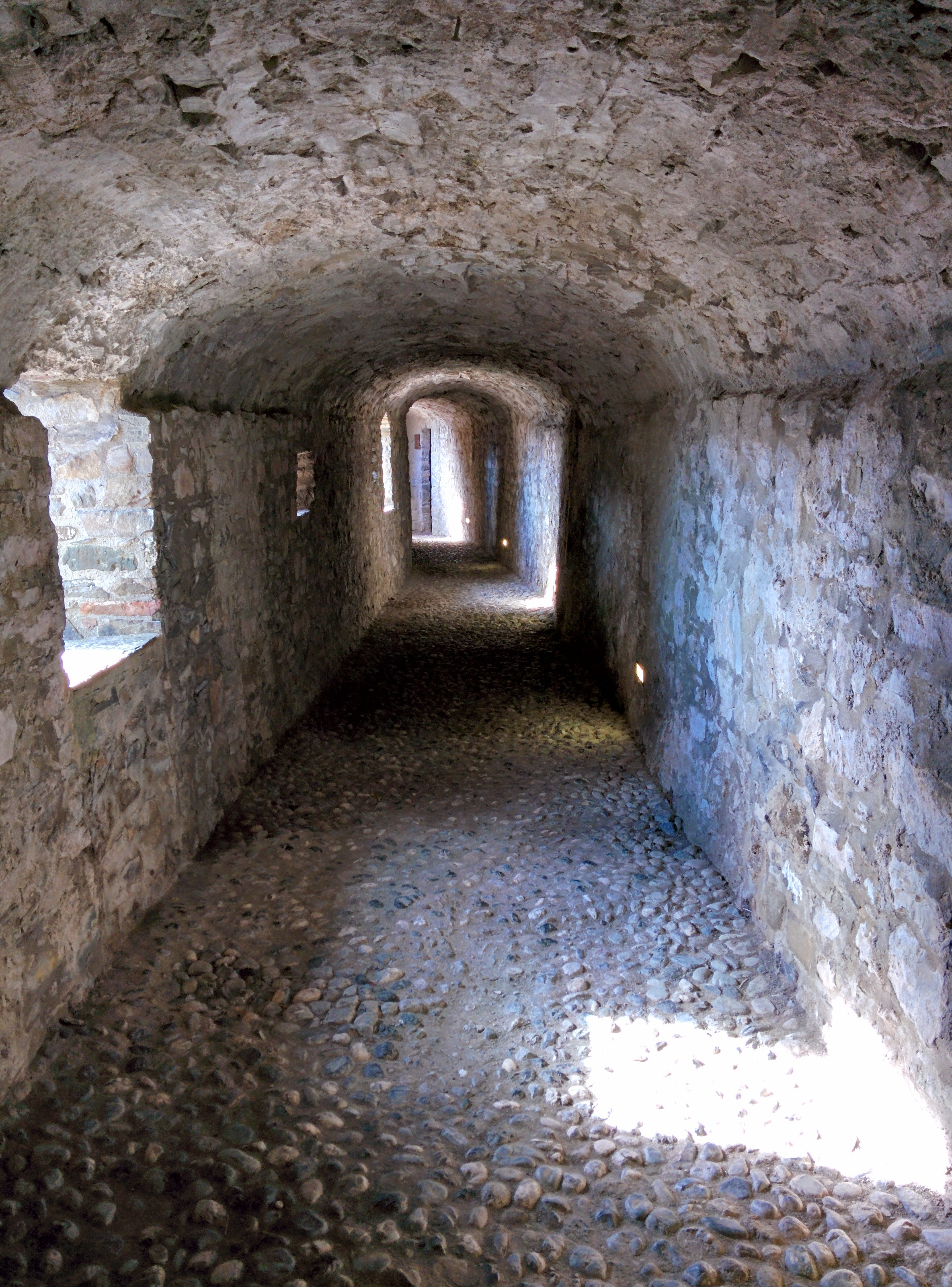
Camminamenti interni castello di Bardi
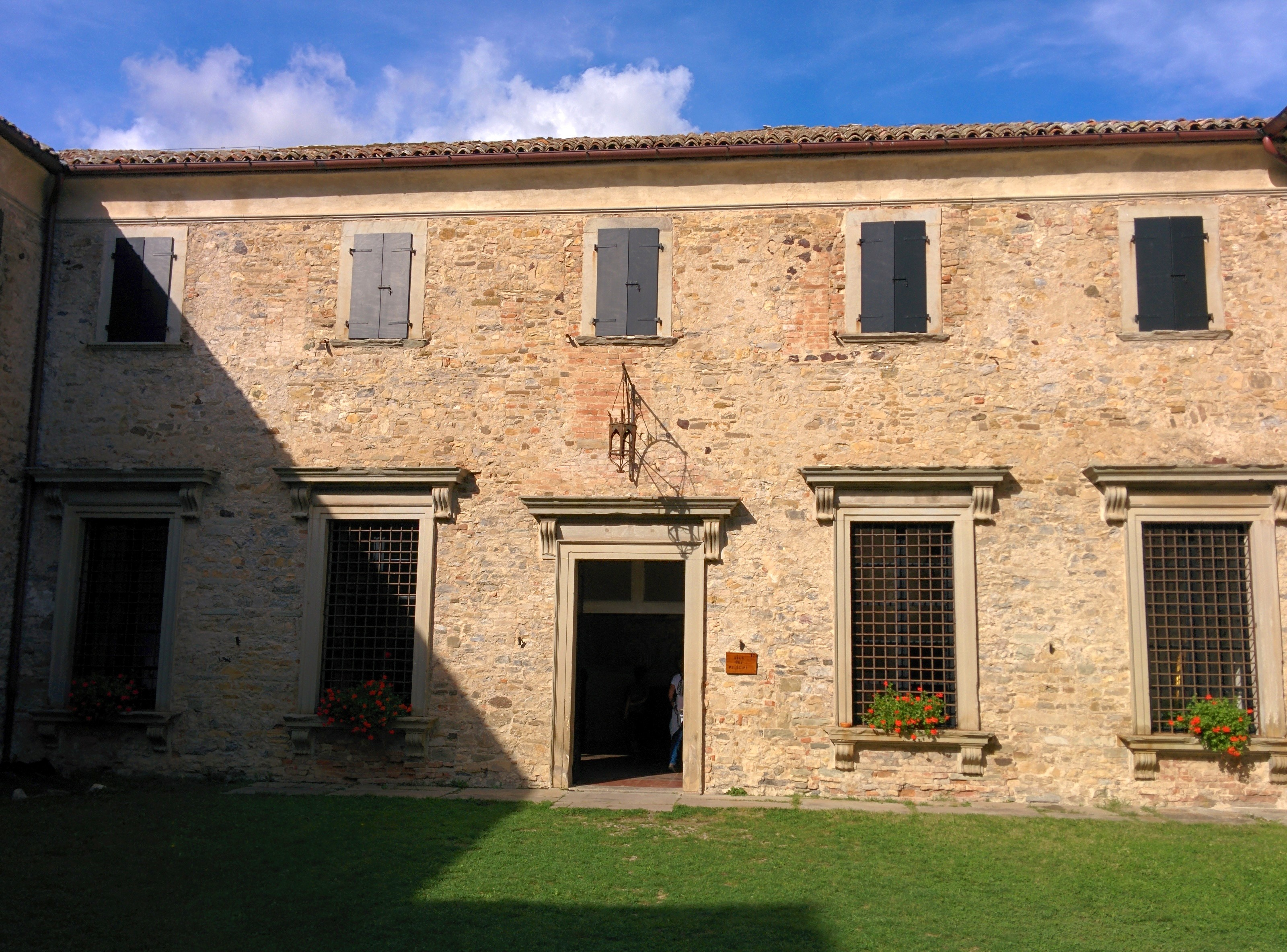
Cortile Interno Castello di Bardi
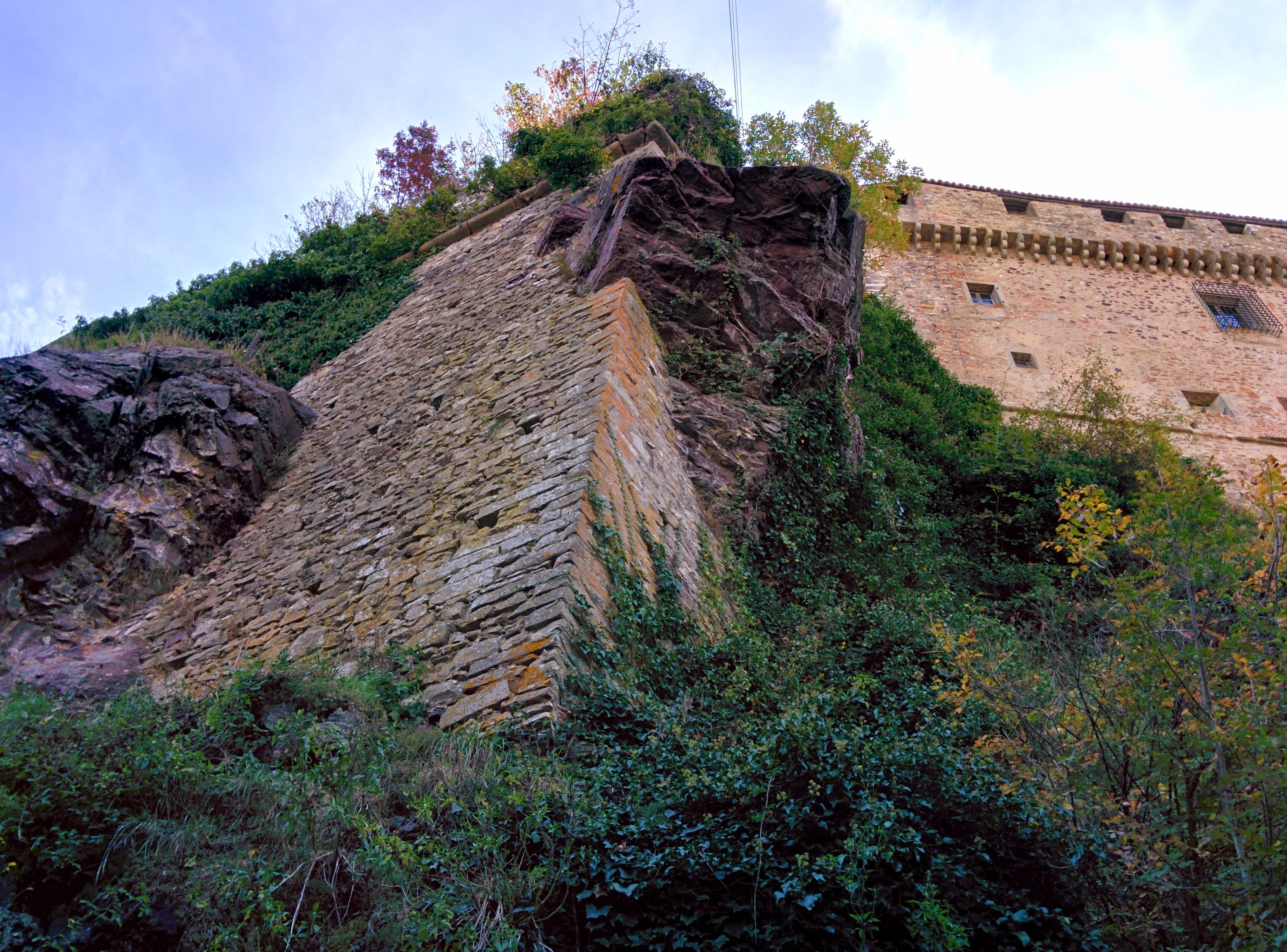
Le mura del castello di Bardi viste dalla porta di ingresso
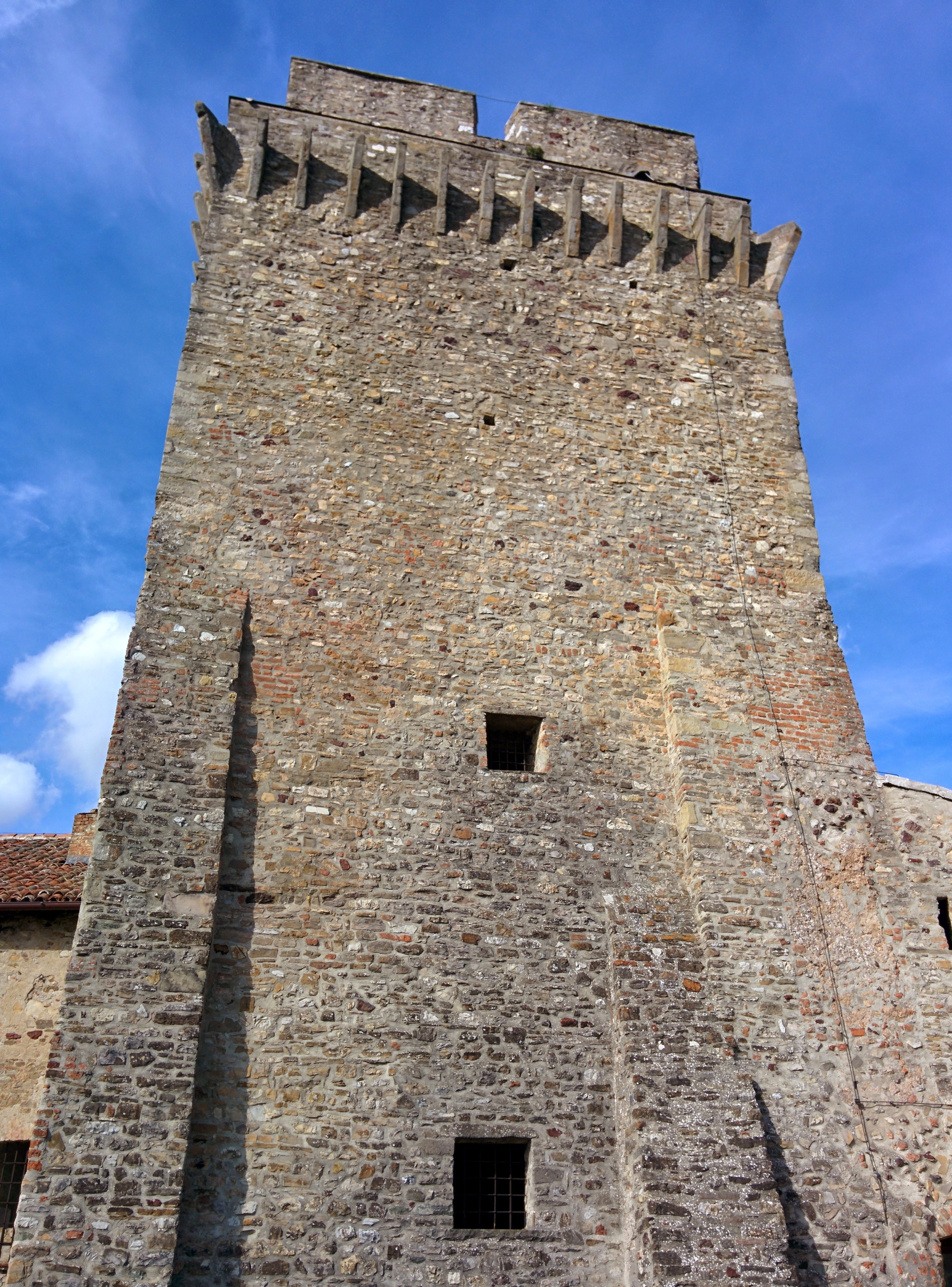
Maschio del Castello di Bardi
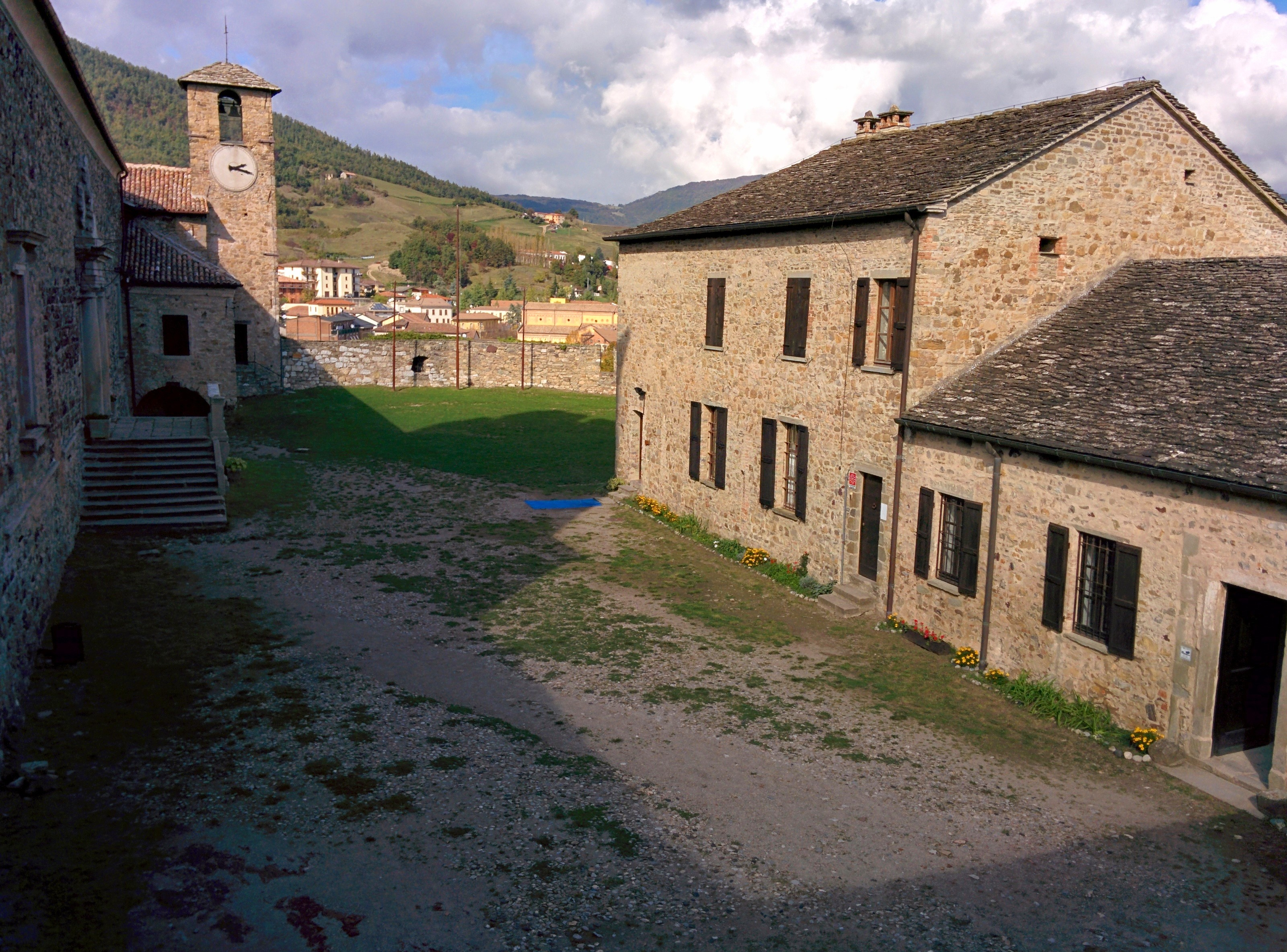
Piazza d'armi del castello di Bardi
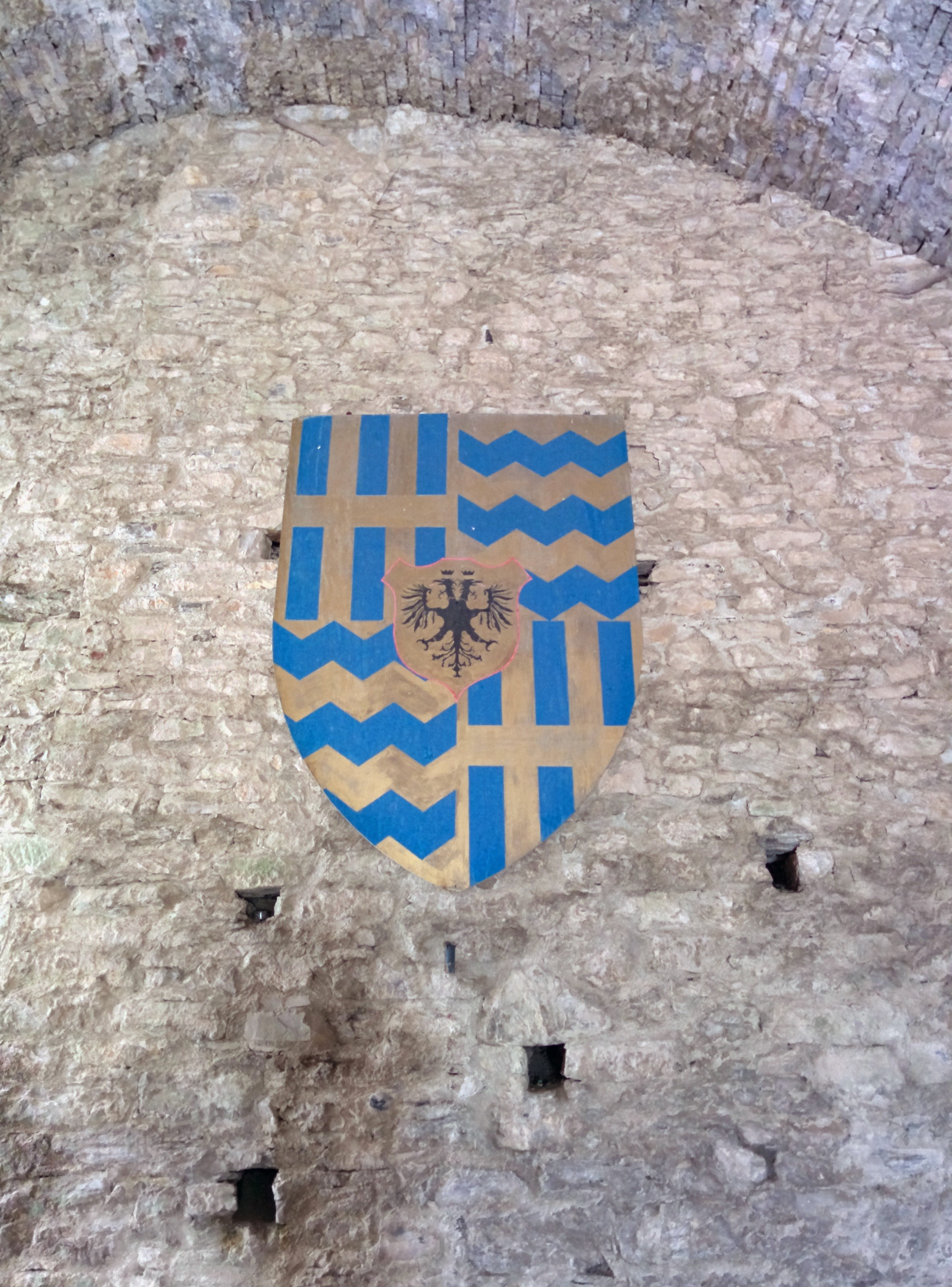
Stemma famiglia Landi ingresso Castello di Bardi
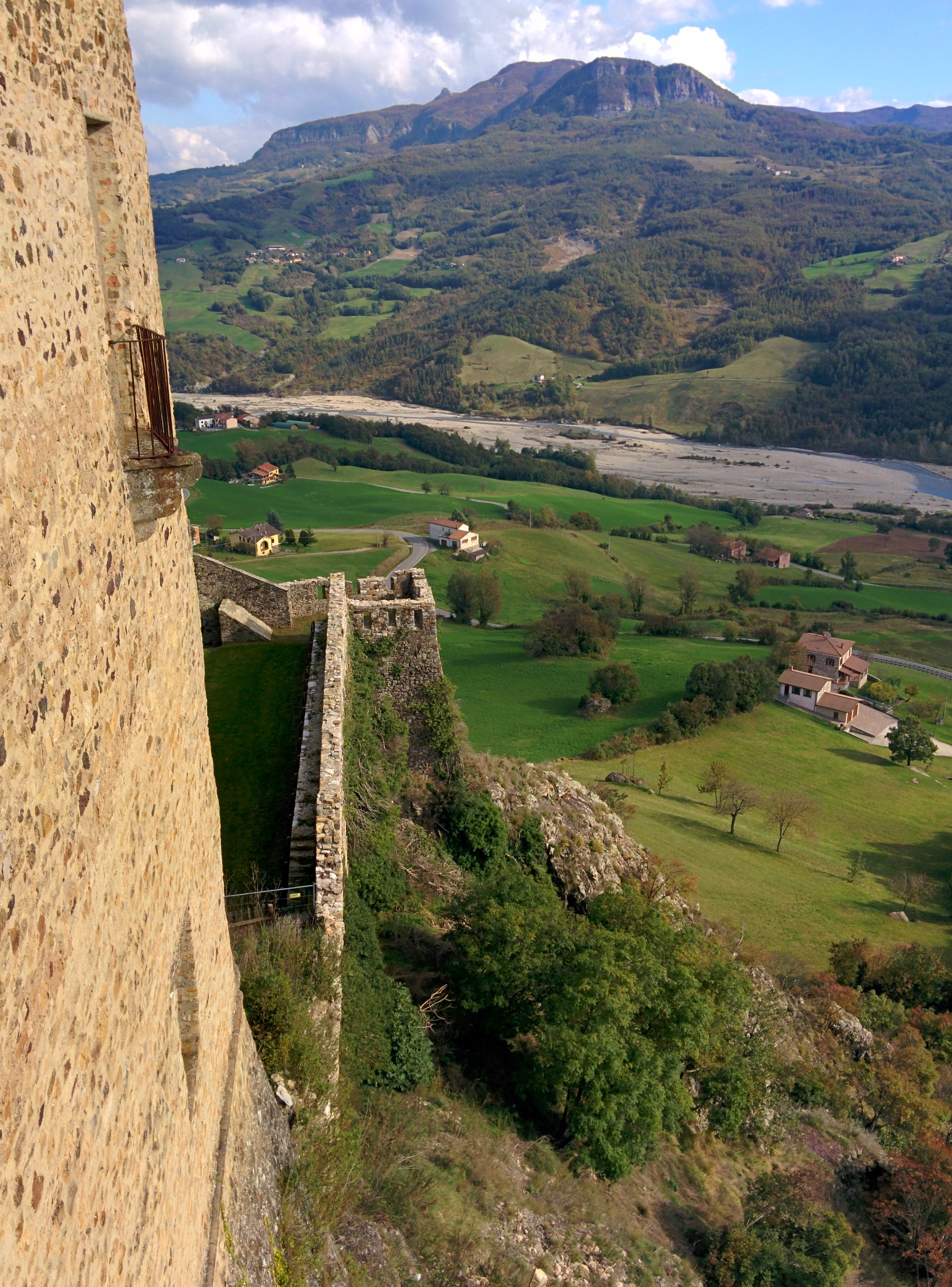
Una delle torri del castello di Bardi
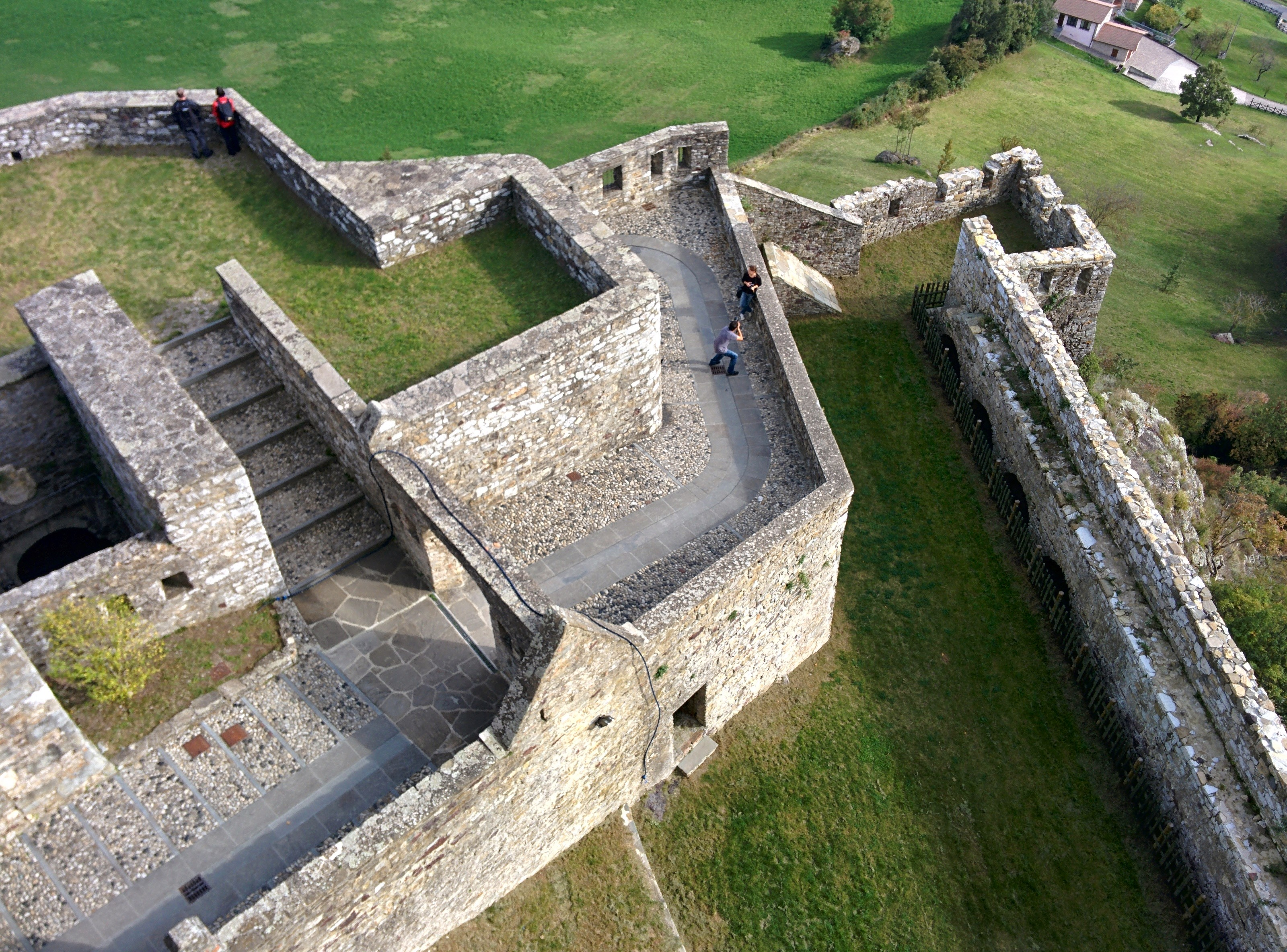
Strada di accesso al castello di Bardi
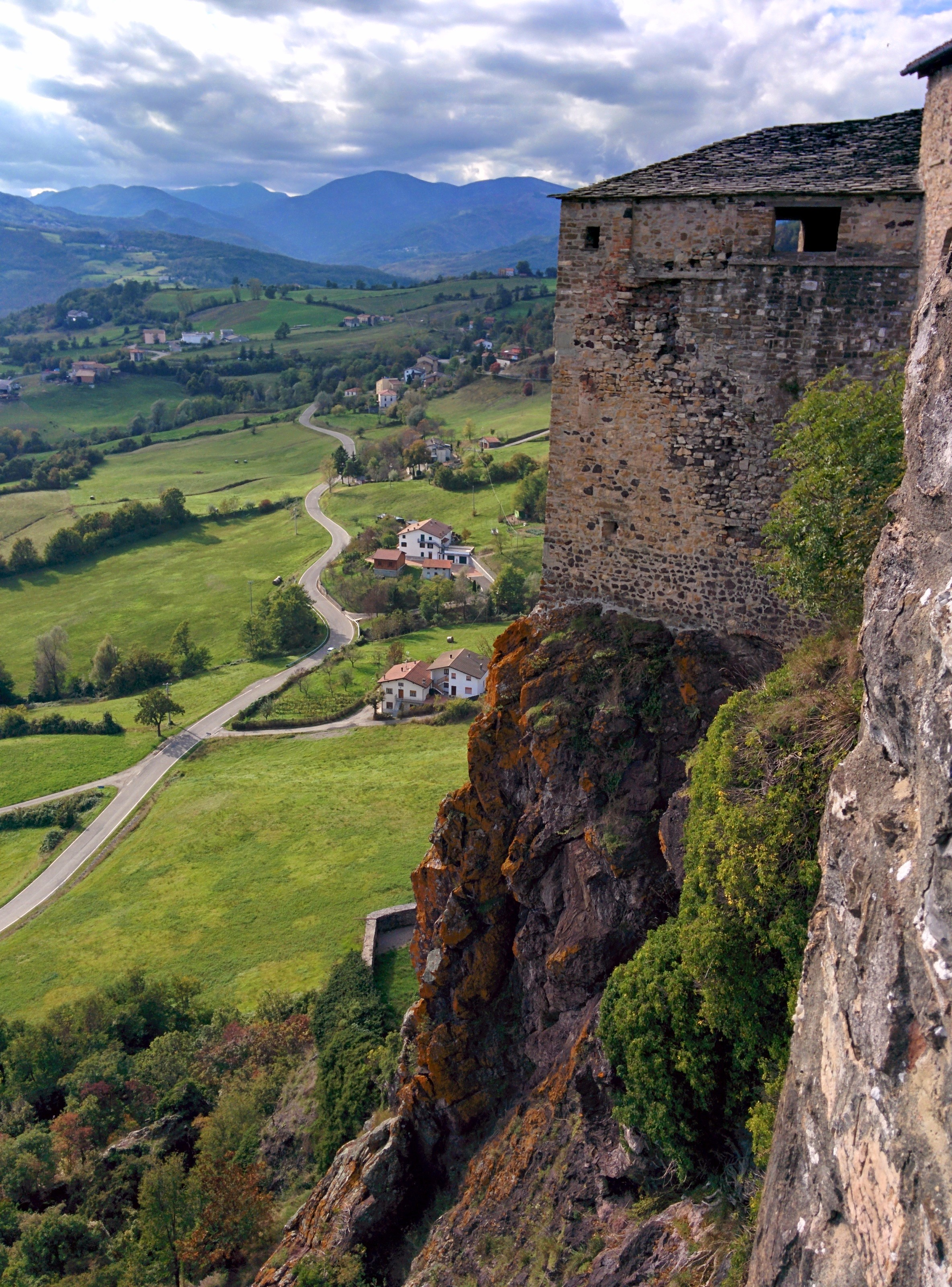
Una delle torri del castello di Bardi
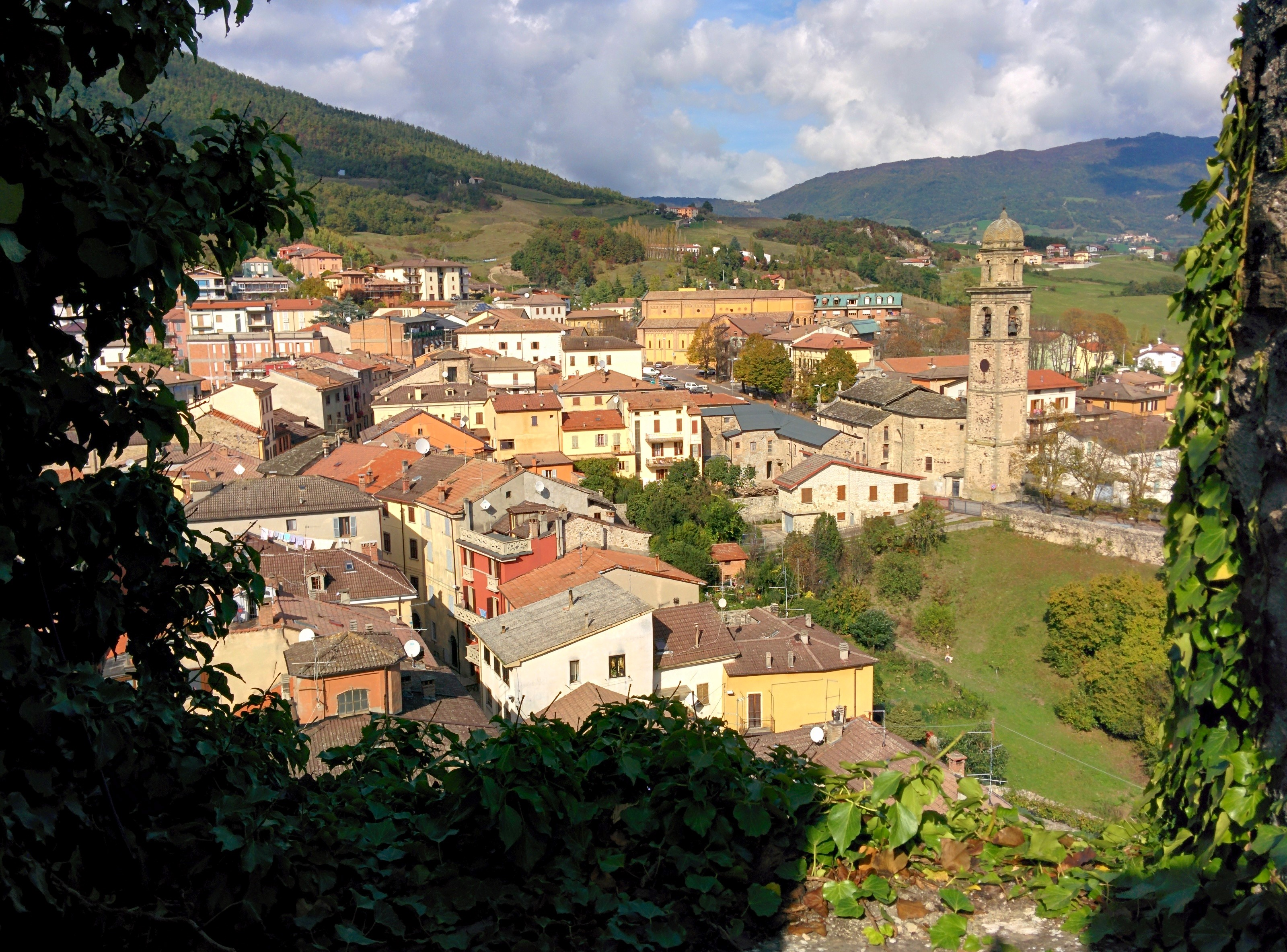
Vista del pase di Bardi dal Castello